# فرودگاه پوره‌چاتو
فرودگاه پوره‌چاتو (به انگلیسی: Porecatu Airport) (به زبان بومی: Aeroporto de Porecatu) یک فرودگاه خصوصی مسافربری است که یک باند فرود آسفالت دارد و طول باند آن ۲۰۶۰ متر است. این فرودگاه در کشور برزیل قرار دارد و در ارتفاع ۴۳۴ متری از سطح دریا واقع شده است.